# Rhinolophus hipposideros
Rhinolophus hipposideros là một loài động vật có vú trong họ Dơi lá mũi, bộ Dơi. Loài này được Bechstein mô tả năm 1800.

## Hình ảnh

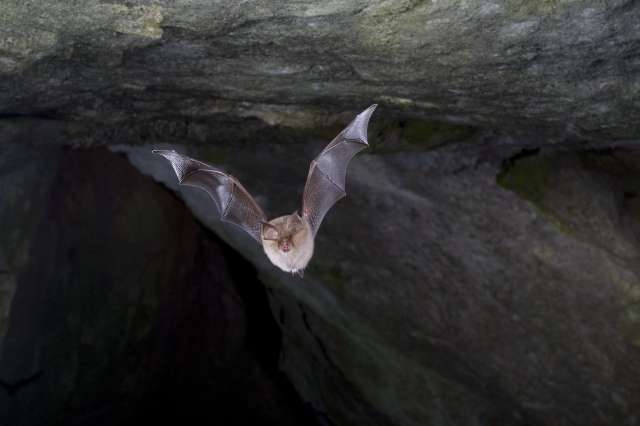
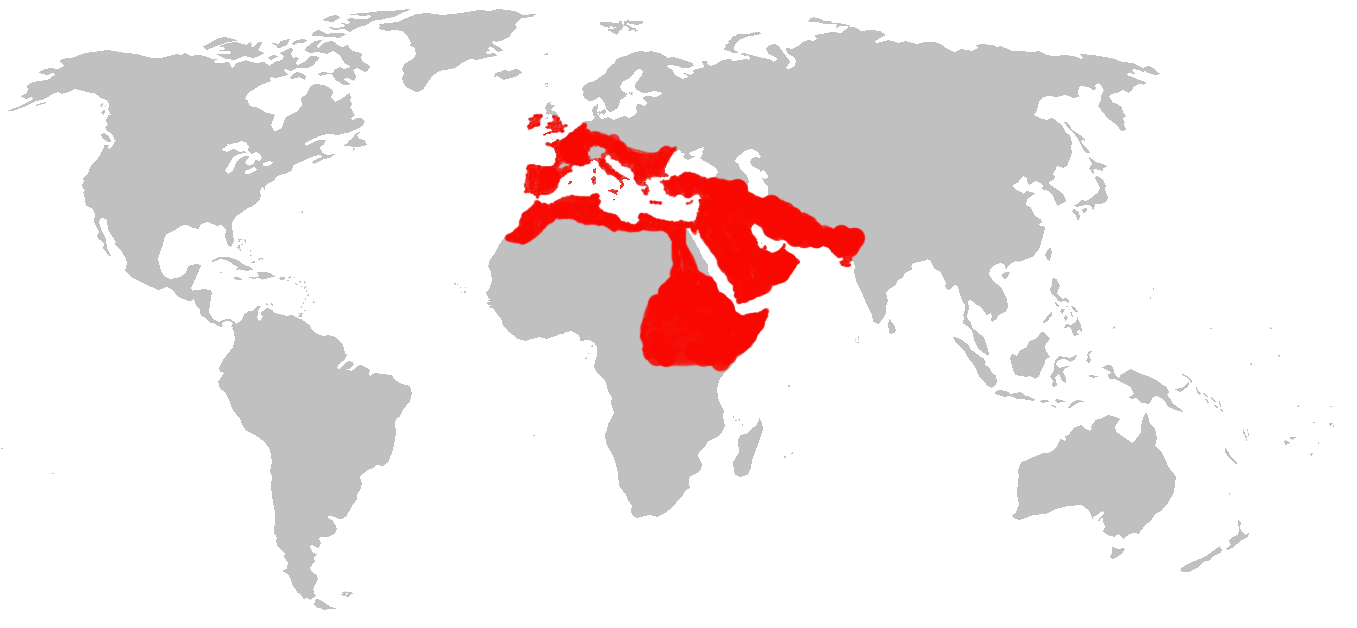